# Giornali in Giappone
I giornali giapponesi (新聞 "shinbun", o "shimbun"), simili alle loro controparti mondiali, vanno dai giornali di orientamento generale ai giornali di interesse specifico. I giornali circolano a livello nazionale, per regione, per ciascuna prefettura o per ogni città. Alcuni giornali pubblicano due volte al giorno mentre altri pubblicano settimanalmente, mensilmente, trimestralmente o anche annualmente. I cinque principali quotidiani nazionali giapponesi sono Asahi Shimbun, Mainichi Shimbun, Yomiuri Shimbun, Sankei Shimbun e Nikkei Shimbun. I primi due sono generalmente considerati di inclinazione liberale (di sinistra), mentre gli ultimi tre sono considerati inclinazione conservatrice (di destra). Il quotidiano inglese nazionale più popolare in Giappone è The Japan Times. 
Nel corso della loro storia, i giornali giapponesi hanno avuto un ruolo centrale nelle questioni della libertà di parola e della libertà di stampa. Con la Restaurazione Meiji nel 1868, si assistette all’emergere di giornali che iniziarono a trattare temi di rilevanza politica e sociale, riflettendo i cambiamenti in atto nella società giapponese. Nel periodo della democrazia di Taishō negli anni 1910-1920, il governo ha lavorato per sopprimere giornali come lo shinbun di Asahi per la loro posizione critica contro la burocrazia governativa che favoriva la protezione dei diritti dei cittadini e della democrazia costituzionale. Nel periodo di crescente militarismo, allo scoppio della seconda guerra mondiale, i giornali affrontarono un'intensa censura e controllo da parte del governo. Dopo la sconfitta del Giappone, la censura della stampa non è cessata, e gli occupanti americani hanno utilizzato il controllo del governo per diffondere i valori democratici e anticomunisti. Nel 1951, gli occupanti americani restituirono la libertà di stampa al Giappone, come tutt'oggi previsto dall'articolo 21 della Costituzione del Giappone.

## Storia

### Le origini dei giornali in Giappone

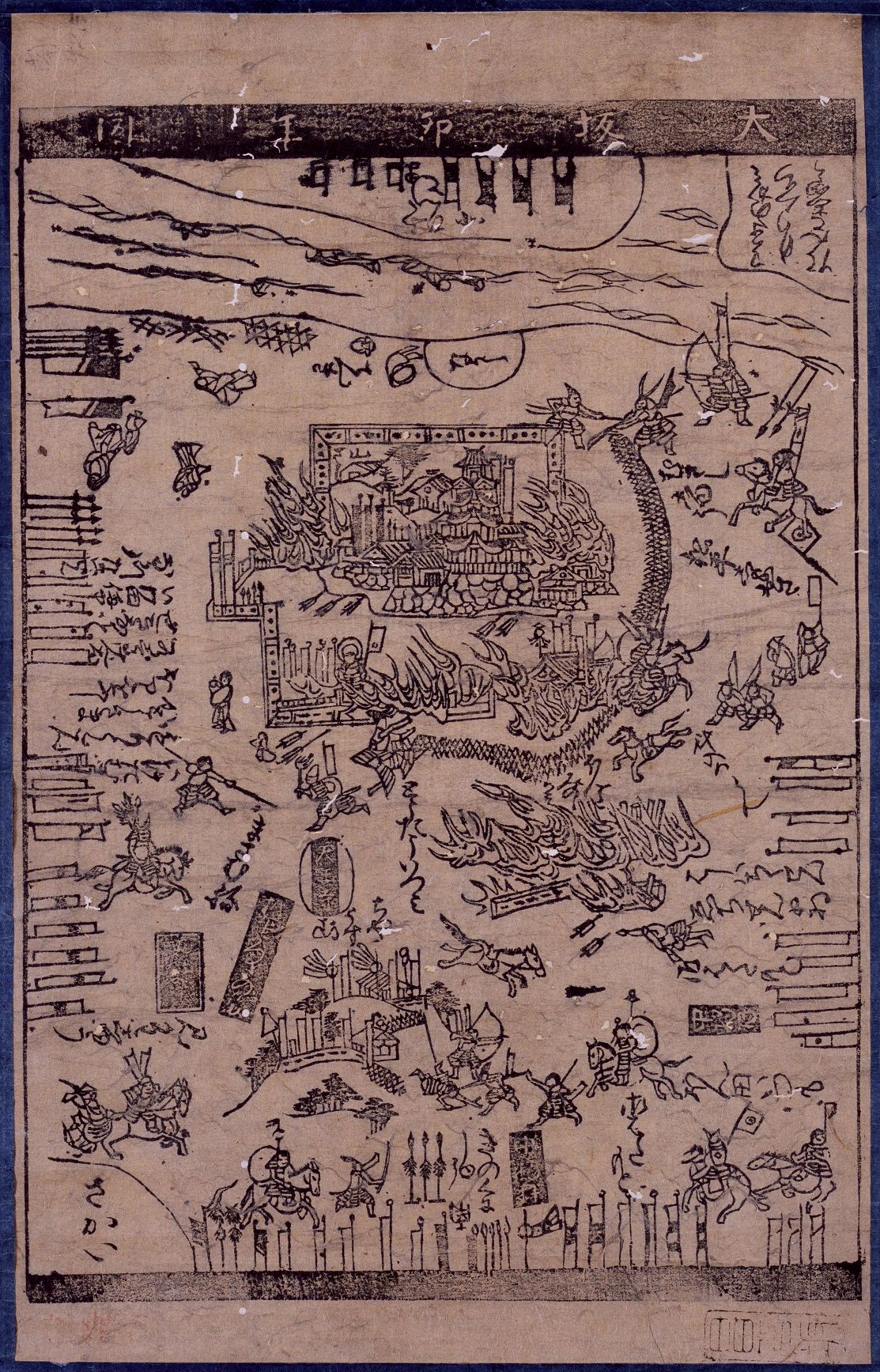
Una delle prime kawaraban mai stampate, raffigurante la caduta del castello di Osaka nel XVII secolo

Le origini dei giornali in Giappone possono essere fatte risalire al XVII secolo, quando piccole piastrelle di argilla dette kawaraban (瓦版?, lett. "stampa su piastrelle"), su cui erano stampati gli avvenimenti più significativi, venivano distruibuite per tutto il paese probabilmente per volere dello stesso governo Tokugawa. Ieyasu era infatti convinto che così facendo avrebbe potuto accrescere il suo raggio di influenza e assoggetare al suo volere più facilmente anche i daimyō più dissidenti: una delle prime kawaraban mai stampate raffigurava la caduta del castello di Osaka per mano del suo esercito nel maggio del 1615.
Si diffusero poi le cosiddette yomiuri kawaraban (読売瓦版?, lett. "stampa da leggere e vendere"), diventate alla fine del XVII secolo la maggiore fonte di informazione per i giapponesi. Stampate su uno o due fogli di carta di riso tramite la tecnica della xilografia, le notizie avevano lo scopo di informare i cittadini su eventi naturali e calamità (come incendi, terremoti, alluvioni), ma vi era spazio anche per la cronaca nera (ad esempio doppi suicidi) e per i resoconti delle visite dei dignitari stranieri. La loro distribuzione era solitamente affidata a piccoli gruppi di persone che, aggirandosi per le strade al ritmo del suono di shamisen e tamburi, attiravano l'attenzione dei passanti.
Molto spesso le stampe erano accompagnate da illustrazioni colorate, le quali raccontavano con poche immagini gran parte della storia. Capitava inoltre che alcune di queste avessero dei contenuti offensivi o amorali, e per questo la loro distribuzione fu spesso proibita e ostacolata dalle autorità governative. Ciononostante dovette passare un altro secolo prima che le pubblicazioni in stile occidentale soppiantassero in modo definito lo stile tradizionale delle yomiuri kawaraban.

### I primi giornali in stile occidentale
A causa della politica autarchica voluta dallo shogunato Tokugawa, il Giappone era rimasto relativamente isolato per circa due secoli. Tuttavia, in seguito all'arrivo delle navi nere del commodoro Perry nel 1853, anche i primi stranieri poterono mettere piede sul suolo nipponico. Col tempo le richieste di una fonte di informazione nella loro lingua si fecero così sempre più pressanti. Il primo ad accogliere queste richieste fu l'inglese Albert W. Hansard, il quale aveva lavorato a un giornale locale in Nuova Zelanda prima di trasferirsi in Giappone nel 1859 e aprire una stamperia a Nagasaki. Nell'estate del 1861 pubblicò il primo numero del Nagasaki Shipping List and Advertiser, considerato il primo giornale in lingua inglese a essere distribuito in Giappone. Il giornale, pubblicato a cadenza bisettimanale, si occupava principalmente di commercio, e solo in minima parte di cronaca occidentale; poiché la presenza di residenti anglofoni in quel di Nagasaki era ancora limitata, la sua circolazione non superò mai il centinaio di copie. Così, nell'ottobre dello stesso anno, Hansard trasferì il giornale a Yokohama e lo ribattezzò Japan Herald, iniziando una fruttuosa collaborazione con lo scozzese John Reddie Black.

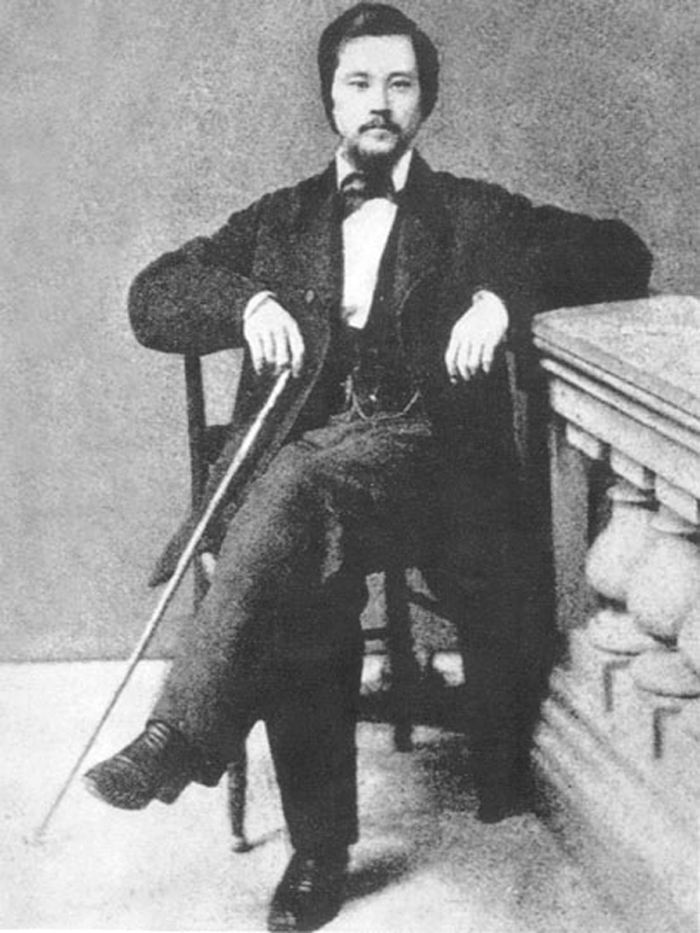
Joseph Heco, spesso accreditato come il "padre del giornalismo giapponese", fu il primo cittadino privato a istituire un giornale in lingua giapponese in Giappone

Nel 1863 un altro straniero, il portoghese Francisco S. da Roza, istituì il Japan Commercial News, anche questo incentrato sui resoconti delle attività commerciali di Yokohama, ma che a differenza dell'Herald riportava anche notizie locali. Le pubblicazioni si interruppero tuttavia dopo appena due mesi dalla prima uscita; nel 1865 l'inglese Charles Rickerby ne riprese le redini e ne cambiò il nome in Japan Times (da non confondere con il moderno quotidiano omonimo). Nel 1864 Joseph Heco fu il primo a cimentarsi nella pubblicazione di un giornale in lingua giapponese, il Kaigai Shinbun (海外新聞?), i cui contenuti si limitavano principalmente ad articoli tradotti da giornali stranieri. In realtà il bakufu pubblicava già dal 1862 un proprio giornale, il Kanpan Batabiya Shinbun (官板バタビヤ新聞?), ma si trattava di un'edizione tradotta di un quotidiano del governo olandese (il Javasche Courant) e quindi non di un prodotto originale.
Non mancarono le pubblicazioni di carattere religioso, come il Bankoku Shinbunshi (萬国新聞紙?), o filoimperialistiche, come il Chūgai Shinbun (中外新聞?) e il Kōko Shinbun (江湖新聞?). Quest'ultimo, in particolare, non solo si era opposto allo shogunato Tokugawa nei suoi ultimi anni di governo, ma aveva altresì intrapreso una personale crociata nei confronti dei membri dell'alleanza Satchō, i quali avevano momentaneamente succeduto i Tokugawa a capo della nazione. Così, dopo la restaurazione Meiji del 1868, il nuovo governo emanò una serie le regolamenti dell'editoria (出版条例?, shuppan jōrei), costituiti dall'ordinanza sulla pubblicazione dei giornali (新聞紙印行条例?, shinbunshi inkō jōrei), dal sistema di licenze di pubblicazione (発行許可制?, hakkō kyokasei) e dal sistema di censura post-pubblicazione (事後検閲制?, jigo kenetsusei); che proibì la pubblicazione di giornali non autorizzati, permettendo la libera circolazione soltanto a quelli in lingua straniera e a quelli di stampo governativo. Le nuove leggi stabilivano quali argomenti i giornali avrebbero dovuto trattare, vietando inoltre qualsiasi commento politico. I giornali del tempo si divisero quindi in due categorie: ōshinbun (大新聞?, "grandi giornali") e koshinbun (小新聞?, "piccoli giornali"). I primi, così chiamati poiché utilizzavano un formato più grande, usavano un linguaggio ricco di difficili composti cinesi e si focalizzavano sulle questioni statali; i secondi, che si occupavano di argomenti più frivoli, grazie a un vocabolario più semplice risultavano più facili da leggere e per questo si rivelarono molto più popolari e diffusi.

### I primi quotidiani e la lotta per la libertà di stampa
Fino all'inizio del periodo Meiji i giornali in Giappone era pubblicati a cadenza irregolare, ma con la nascita del primo quotidiano in lingua giapponese dotato di stampa a caratteri mobili nel 1871, lo Yokohama Mainichi Shinbun (横浜毎日新聞?), si assitette a un'inversione di tendenza. Nel giro di un anno altri trenta quotidiani videro la luce, e sulla scia del successo del Mainichi sul panorama giornalistico nipponico si affacciarono realtà come lo Yūbin Hōchi Shinbun (郵便報知新聞?) e il Tōkyō Nichi Nichi Shinbun (東京日日新聞?). In un primo momento molte di queste pubblicazioni si limitavano a essere meri strumenti di propaganda dello Stato; tuttavia, con il lancio del Nisshin Shinjishi (日新眞事誌?) nel 1872, che proponeva editoriali e un angolo per le lettere al direttore, i giornali divennero un importante medium a supporto del movimento per i diritti del popolo e alle sue richieste di istituire una Dieta.

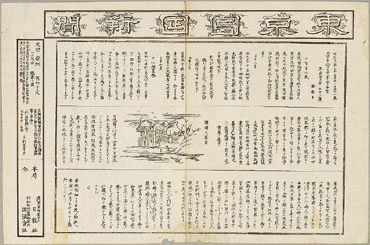
Prima pagina del primo numero del Tōkyō Nichi Nichi Shinbun, 21 febbraio 1872

Di tutta risposta, il governo emanò nel 1875 la legge anti-diffamazione (讒謗率?, zanbōritsu) e lo statuto sui quotidiani (新聞紙条例?, shinbunshi jōrei) contro la stampa reazionaria. L’anno seguente nuovi decreti alla 出版条例?, shuppan jōrei demandavano al Ministero dell'interno, e non più al Ministero dell'istruzione, il controllo sulla stampa, con la possibilità di vietare la distribuzione e la pubblicazione di testate e articoli ritenuti un pericolo per l'ordine pubblico o la sicurezza nazionale. Le restrizioni furono ulteriormente inasprite prima della scoppio della prima guerra sino-giapponese (1894-1895), e per tutta la durata del conflitto fu attuata una campagna sensazionalistica a mezzo stampa contro la Cina. Quando Francia, Germania e Russia, fino ad allora paesi amici del Giappone, intervennero nelle negoziazioni del dopoguerra, la stampa nipponica divenne critica persino nei loro confronti, in un'escalation di eventi che portò alla guerra il Paese del Sol Levante e la Russia all'inizio del XX secolo. Un'ulteriore legge del 1909 diede a esercito e marina l'autorità di impedire la diffusione di notizie relative alla loro aea di competenza.

## Lista delle prime pubblicazioni giornalistiche in Giappone
Lista delle prime pubblicazioni giornalistiche in stile occidentale in Giappone fino al primo quotidiano, il Yokohama Mainichi Shinbun.
| Testata                               | Dal  | Al    | Editore (Direttore)                          | Sede          | Lingua     | altri nomi di testata                                             | note                                                  |
| ------------------------------------- | ---- | ----- | -------------------------------------------- | ------------- | ---------- | ----------------------------------------------------------------- | ----------------------------------------------------- |
| Nagasaki Shipping List and Advertiser | 1861 | 1861  | Albert W. Hansard                            | Dejima        | inglese    |                                                                   | primo giornale occidentale distribuito in Giappone    |
| The Japan Herald                      | 1861 | 1863- | Albert W. Hansard (John R. Black)            | Yokohama      | inglese    | The Daily Japan Herald                                            |                                                       |
| Kanpan Batavia Shinbun                | 1862 | 1863- | yōsho shirabesho (Yanagawa Shunsan)          | Tōkyō         | giapponese | Kanpan Kaigai Shinbun (Besshū) Nihon Boheki Shinbun Nihon Shinbun | primo giornale in giapponese                          |
| Japan Express                         | 1862 | 1862  | Raphael Schoyer                              | Yokohama      | inglese    |                                                                   |                                                       |
| Nihon (Boheki) Shinbun                | 1863 | 1866  | kaiseijo (Yanagawa Shunsan)                  | Tōkyō         | giapponese |                                                                   |                                                       |
| The Japan Commercial News             | 1863 | 1865- | Francisco S. da Roza                         | Yokohama      | inglese    | The Japan Times                                                   |                                                       |
| The Daily Japan Herald                | 1863 | 1914  | Albert W. Hansard (John R. Black)            | Yokohama      | inglese    |                                                                   |                                                       |
| The Japan Times                       | 1865 | 1870  | Charles Rickerby                             | Yokohama      | inglese    |                                                                   | primo tabloid                                         |
| Shinbunshi                            | 1864 | 1864- | Joseph Heco                                  | Yokohama      | giapponese | Kaigai Shinbun                                                    | prima iniziativa privata in lingua giapponese         |
| Kaigai Shinbun                        | 1864 | 1865  | Joseph Heco                                  | Yokohama      | giapponese |                                                                   | tiratura ca. 100 copie                                |
| Shinbun Kaisō                         | 1865 | 1867  | Yanagawa Shunsan                             | Tōkyō         | giapponese |                                                                   |                                                       |
| The Japan Gazette                     | 1867 | 1923  | John R. Black                                | Yokohama      | inglese    |                                                                   |                                                       |
| Tōzai Shinbun                         | 1867 | 1867  |                                              | Tōkyō         | giapponese |                                                                   | 12 giorni, 4 numeri                                   |
| Chūgai Shinbun                        | 1868 | 1868  | Yanagawa Shunsan                             | Tōkyō         | giapponese |                                                                   | 48 numeri, 200 sottoscrittori, uscita ogni 2-3 giorni |
| Kōko Shinbun                          | 1867 | 1868  | Fukuchi Gen'ichirō                           | Tōkyō         | giapponese | Rikken Jiyū Shinbun Minken Shinbun                                | uscita ogni 2-3 giorni                                |
| Naigai Shinpō                         | 1867 | 1870  | Hashizume Kana'ichi                          | Tōkyō         | giapponese |                                                                   |                                                       |
| Ochikochi Shinbun                     | 1867 | 1870  | Tsuji Shinji                                 | Tōkyō         | giapponese |                                                                   |                                                       |
| Seiyo Zasshi                          | 1867 | 1869  | Yanagawa Shunsan                             | Tōkyō         | giapponese |                                                                   |                                                       |
| Ochikochi Shinbun                     | 1867 | 1870  | Tsuji Shinji                                 | Tōkyō         | giapponese |                                                                   |                                                       |
| Seiyo Zasshi                          | 1867 | 1869  | Yanagawa Shunsan                             | Tōkyō         | giapponese |                                                                   |                                                       |
| Daijō-kan Nisshi                      | 1868 | 1877  | daijō-kan                                    | Kyoto e Tōkyō | giapponese |                                                                   |                                                       |
| Yokohama Shinpō Moshiogusa            | 1868 | 1868  | Eugene M. van Reed Joseph Heco Kishida Ginkō | Yokohama      | giapponese |                                                                   |                                                       |
| Naigai Shinbun                        | 1868 | 1868  |                                              | Ōsaka         | giapponese |                                                                   |                                                       |
| Tohi Shinbun                          | 1868 |       |                                              | Kyoto         | giapponese |                                                                   |                                                       |
| Hiogo News                            | 1868 |       |                                              |               | inglese    |                                                                   |                                                       |
| Ōsaka Herald                          | 1868 |       |                                              | Ōsaka         | inglese    |                                                                   |                                                       |
| The Far East                          | 1870 |       | John R. Black                                | Yokohama      | inglese    |                                                                   | illustrato                                            |
| The Japan Mail                        | 1870 | 1912- | Horatio Nelson Lay                           | Yokohama      | inglese    | The Japan Times                                                   |                                                       |
| L'Echo du Japon                       | 1870 | 1885  | C. Levy                                      | Yokohama      | francese   |                                                                   |                                                       |
| Yokohama Mainichi Shinbun             | 1871 | 1879- | Iseki Moriyoshi (Koyasu Takashi) (Yō Sonoji) | Yokohama      | giapponese | Tōkyō-Yokohama Mainichi Shinbun (Tōkyō) Mainichi Shinbun          | primo quotidiano, durato fino ai nostri giorni        |

## Riproduzioni di giornali giapponesi
Di seguito è elencato un riepilogo delle riproduzioni dei tre principali quotidiani giapponesi, lo shinbun Yomiuri, lo shinbun Asahi e lo shinbun Mainichi. 
Questi giornali storici sono disponibili in tre forme principali, come CD-ROM, microfilm e shukusatsuban (縮 刷 版, letteralmente "edizioni a stampa di dimensioni ridotte"). Shukusatsuban è una tecnologia resa popolare dallo shinbun di Asahi negli anni '30 come un modo per comprimere e archiviare i giornali riducendo le dimensioni della stampa. Lo Shukusatsuban si trova in biblioteche e archivi, e di solito è pubblicato mensilmente. 
Queste risorse sono disponibili in molte università di tutto il mondo (di solito università con rinomati programmi di studi giapponesi).

### Shinbun Yomiuri
Nel 1999, lo shinbun Yomiuri pubblicò un CD-ROM intitolato The shinbun Yomiuri nell'era Meiji, che fornisce un indice di ricerca di articoli e immagini del periodo. I successivi CD-ROM, The Taisho Era, The Prewar Showa Era I e The Prewar Showa Era II, furono completati otto anni dopo l'ideazione del progetto. Postwar Recovery, la prima parte di una serie di Showa Era del dopoguerra che include storie e immagini di giornali fino al 1960, è in arrivo. I numeri di shinbun Yomiuri stampati dal 1998 sono disponibili anche come risorsa online tramite Lexis-Nexis Academic. 

### Asahi shinbun
Lo shinbun di Asahi ha un database di CD-ROM composto da un indice di titoli e sottotitoli degli anni 1945-1999. Un database di ricerca full-text molto più costoso è disponibile solo presso la Harvard-Yenching Library dell'Università di Harvard, che include in particolare gli annunci pubblicitari nel suo indice. I ricercatori che usano altre biblioteche universitarie dovrebbero probabilmente utilizzare prima l'indice del CD-ROM, quindi esaminare le versioni di microfilm o shukusatsuban. Le versioni di microfilm sono disponibili dal 1888; Le versioni shukusatsuban sono disponibili dal 1931. I numeri dello shinbun Asahi stampati dall'agosto 1984 sono disponibili tramite Lexis-Nexis Academic. 

### Shinbun Mainichi
Le versioni in microfilm dello shinbun Mainichi sono disponibili per gli anni 1984-2005 e gli shukusatsuban sono disponibili dal 1950 al 1983. I numeri dello shinbun Mainichi stampati dal 27 marzo 1998 sono disponibili tramite Factiva.